# Sławeewo (obwód Chaskowo)
Sławeewo (bułg. Славеево) – wieś w południowej Bułgarii, w obwodzie Chaskowo, w gminie Iwajłowgrad. Według danych Narodowego Instytutu Statystycznego, 31 grudnia 2011 roku wieś liczyła 221 mieszkańców.